# 徳田鍛造
徳田 鍛造（とくだ たんぞう、1992年4月13日 - ）は、京都府宮津市出身の自転車競技選手。

## 来歴

### ジュニアにおける記録
京都府立北桑田高等学校に入学後に自転車競技をはじめた。
2009年
- 全国高等学校総合体育大会自転車競技大会（高校総体）ポイントレースで優勝[1]
- 全日本選手権ロード・タイムトライアル男子ジュニア　優勝
- 第44回全国都道府県対抗自転車競技大会ロードレースタイムトライアル　3位[2]

2010年
- 第45回全国都道府県対抗自転車競技大会少年男子ポイントレース　3位

### エリートにおける記録
2011年
- 鹿屋体育大学に入学。

2013年
- チームNIPPO若手強化プログラムを経て選手登録、2月中旬〜4月上旬海外レースに出走。
- JCFU23強化選手指定。
- 全日本選手権ロードレース  U23 優勝[3]

2014年
- JCFU23強化選手指定[4]。
- 全日本選手権ロードレース  U23 優勝(2連覇)[5]

2015年
- チャンピオンシステム・UCIコンチネンタルサイクリングチーム（ドイツ語版）(Champion System UCI Continental Cycling Team)加入[6]。

2016年
- チームの解散に伴い、NIPPOのサポートを受けてフランス国内ディビジョン1に属する名門チームC.C Nogent-Sur-Oise（フランス語版）に移籍[7]。
  - 日本での活動はボンシャンス所属として行う

2017年
- TeamUKYOに移籍、UCIアジアツアーを中心に参戦。

2018年
- シーズン中盤でレースへの出場機会を求めてシエルヴォ奈良に移籍。主戦場をJプロツアーに移す[8]。

2021年
- CielBleuKANOYA選手兼監督として活動開始。